# UWE-2
UWE-2（University Würzburg's Experimental satellite 2）はドイツのヴュルツブルク大学が開発したCubeSat。1辺10cm、重量は1kg。
衛星の目的は
- 姿勢決定のアルゴリズムと手法の試験
- 特殊な宇宙環境に適応させるための、インターネットプロトコル・パラメータの最適化

2009年9月30日、Oceansat-2と他3機のCubeSatと共にインドのPSLVロケットによって打ち上げられ、高度730kmの極軌道に投入された。
UWE-1に続く機体で、UWE-3も計画されている。

## 参考文献

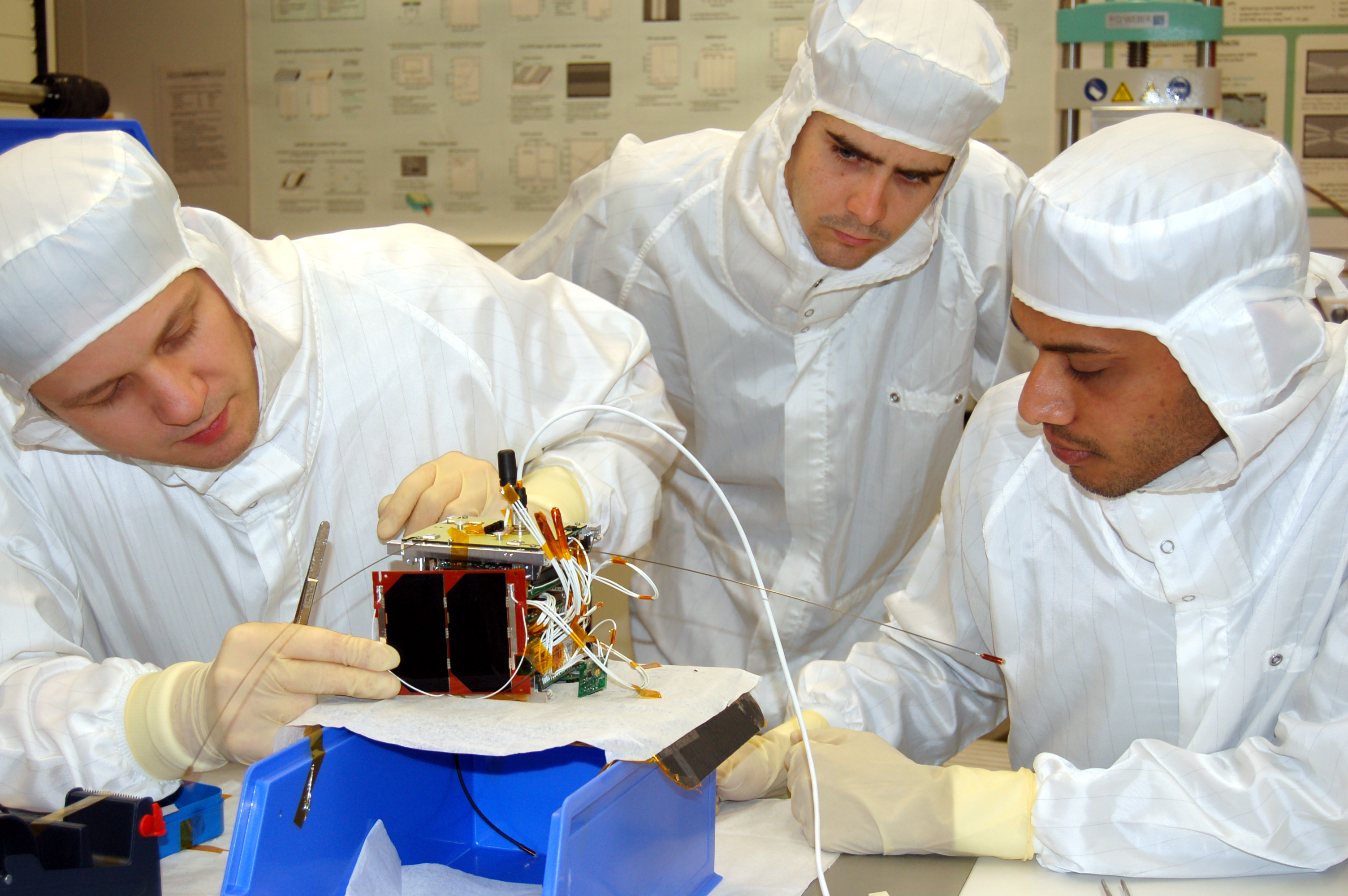
クリーンルーム内